# Ves Rudoltice
Ves Rudoltice je katastrální území obce Slezské Rudoltice, v letech 1675–1947 samostatná ves, po zavedení obecního zřízení obec. Katastrální území Ves Rudoltice je dnes tvořeno dvěma základními sídelními jednotkami: Slezské Rudoltice (která je jednou ze čtyř základních sídelních jednotek evidenční části Slezské Rudoltice) a Amalín (která tvoří samostatně evidenční část obce).
První zmínka o Rudolticích pochází z roku 1255. V roce 1675 byla ves na žádost majitele léna Julia Leopolda z Hodic a po schválení biskupem Lichtenštejnem byla rozdělena na dvě části, Městys Rudoltice a Ves Rudoltice. Roku 1945 získaly Rudoltice na základě rozhodnutí jazykové komise Slezské expozitury země Moravskoslezské přízvisko Slezské. Roku 1947 pak vznikla sloučením obcí Městys Rudoltice a Ves Rudoltice obec Slezské Rudoltice. Názvy původních obcí však zůstaly zachovány v názvech katastrálních území, název Městys Rudoltice též v názvu základní sídelní jednotky totožné se stejnojmenným katastrálním územím. Hlavní sídelní celky Městyse Rudoltice a Vsi Rudoltice jsou prakticky srostlé, Ves Rudoltice tvoří západní část sídelního celku, Městys Rudoltice východní část.